# 1929 au cinéma
| Années du cinéma : 1926 - 1927 - 1928 - 1929 - 1930 - 1931 - 1932    |
| Décennies du cinéma : 1890 - 1900 - 1910 - 1920 - 1930 - 1940 - 1950 |

Cet article présente les faits marquants de l'année 1929 au cinéma.

## Événements
- 16 mai : La cérémonie de la remise des Oscars aux États-Unis débute officiellement.
- 31 octobre : à Paris, première du premier film parlant français Les Trois Masques d'après la pièce de Charles Méré.

- La France produit huit films sonores (p.ex. : Le Collier de la reine), qui ne sont pas encore considérés comme parlants.

## Principaux films de l'année
- 30 janvier : Loulou (Die Büchse der Pandora), de Georg Wilhelm Pabst, avec Louise Brooks.
- 21 février : Le Masque de fer de Douglas Fairbanks.
- 1er mars : Les Deux Timides de René Clair.
- 15 mars : La Marche nuptiale d'André Hugon avec Louise Lagrange
- 11 mai : Le Bled, film de Jean Renoir glorifiant la conquête de l’Algérie.
- 30 juin : Chantage d'Alfred Hitchcock.
- 3 août, New York : Noix de coco (The Cocoanuts) des Marx Brothers.
- 20 aout : Hallelujah ! de King Vidor avec Daniel Hanes et Nina Mae McKinney.
- 15 octobre, Berlin : Le Journal d'une fille perdue de Georg Wilhelm Pabst avec Louise Brooks.
- 11 octobre : Un chien andalou de Luis Buñuel et Salvador Dalí.
- 11 octobre : L'Enfer blanc du Piz Palü  d'Arnold Fanck.
- 19 novembre : Parade d'amour (Love parade) d'Ernst Lubitsch avec Maurice Chevalier et Jeanette MacDonald.

- L'Héroïne rouge (Hong Xia), drame de Wen Yimin (Chine) avec Fan Xuepeng.

## Récompenses
- Première cérémonie des Academy Awards décernés à Emil Jannings et Janet Gaynor.

### Oscars
- Meilleur film : The Broadway Melody de Harry Beaumont (États-Unis). Première comédie musicale de la MGM avec une séquence en couleur.
- Meilleure actrice : Mary Pickford, Coquette
- Meilleur acteur : Warner Baxter, In Old Arizona
- Meilleur réalisateur : Frank Lloyd, Lady Hamilton, The Divine Lady

## Principales naissances
- 3 janvier : Sergio Leone, cinéaste et réalisateur italien († 30 avril 1989).
- 8 février : Claude Rich, comédien français († 20 juillet 2017).
- 19 février : Jacques Deray, cinéaste français († 9 août 2003).
- 22 mars : P. Ramlee, acteur, réalisateur et musicien malaisien († 29 mai 1973).
- 5 avril : Nigel Hawthorne, acteur britannique (mort le 26 décembre 2001)
- 10 avril : Max von Sydow, acteur franco-suédois (mort le 8 mars 2020)
- 8 avril : Jacques Brel, auteur-compositeur-interprète et comédien belge († 9 octobre 1978).
- 2 mai : Eddie García, acteur philippin († 20 juin 2019).
- 4 mai : Audrey Hepburn, actrice anglo-néerlandaise († 20 janvier 1993).
- 1er juin : Nargis, actrice indienne († 3 mai 1981).
- 3 juin : Jean Bouise, acteur français († 6 juillet 1989).
- 6 juin : Aloizs Brenčs, cinéaste letton († 28 octobre 1998)
- 18 juin : Henri Glaeser, réalisateur français († 23 juillet 2007).
- 6 juillet : Jean-Pierre Mocky, cinéaste français. († 8 août 2019).
- 7 juillet : Eduards Pāvuls, acteur letton († 14 juillet 2006).
- 25 juillet : Al Adamson, réalisateur et scénariste américain († 2 août 1995).
- 31 juillet : Gilles Carle, réalisateur et scénariste québécois († 28 novembre 2009).
- 21 juillet : Vija Artmane, actrice lettone († 11 octobre 2008).
- 3 septembre : Irène Papas, actrice et chanteuse grecque († 14 septembre 2022).
- 16 octobre : Fernanda Montenegro, actrice brésilienne.
- 19 octobre : Luciano Ercoli, producteur, réalisateur et scénariste italien († 15 mars 2015).
- 28 octobre : Joan Plowright, actrice britannique († 16 janvier 2025).
- 31 octobre : Bud Spencer, acteur italien († 27 juin 2016).
- 6 novembre : June Squibb, actrice américaine.
- 8 novembre : Oleg Borisov, acteur soviétique († 28 avril 1994).
- 12 novembre : Grace Kelly, actrice américaine et princesse de Monaco († 14 septembre 1982).
- 9 décembre : John Cassavetes, acteur, scénariste et réalisateur américain († 3 février 1989).
- 13 décembre : Christopher Plummer, acteur canadien. († 5 février 2021).

## Principaux décès
- 2 septembre : Paul Leni, cinéaste allemand (° 8 juillet 1885).
- 29 décembre : Lydia Yeamans Titus actrice américaine (° vers 1866).